# Paul Manning (Filmproduzent)
Paul Manning (* 3. Dezember 1959 in Madison, Wisconsin, USA; † 2. Januar 2005 in Sherman Oaks, Kalifornien, USA) war ein US-amerikanischer Drehbuchautor und Filmproduzent.

## Leben und Wirken
Manning war vor allem durch die beiden Fernsehserien L.A. Law und Emergency Room in den Vereinigten Staaten ein Begriff, hat er zahlreiche Episoden davon nicht nur geschrieben, sondern zum größten Teil auch produziert.
Mit seiner Frau Rebeca Medina hatte Manning zwei Kinder.
Er starb einen Monat nach seinem 45. Geburtstag an Darmkrebs. Ihm wurde die 233. Episode von Emergency Room gewidmet (US-Titel: Skin; Deutscher Titel: Unter die Haut).

## Auszeichnungen
Paul Manning wurde dreimal, 1995 bis 1997 für den Emmy nominiert und davon einmal, 1996, für seine Arbeit an „Emergency Room“ damit ausgezeichnet.